# Déraillement de Hualien
Le déraillement de Hualien est un accident ferroviaire survenu à Taïwan le 2 avril 2021 à 9 h 28 HNT (1 h 28 UTC) lorsqu'un train Taroko Express — reliant Taipei à Taïtung — exploité par l'Administration des chemins de fer de Taïwan (en) (TRA) a déraillé à l'entrée nord du tunnel Qingshui dans la section Heren, dans le canton de Xiulin du comté de Hualien, tuant au moins cinquante personnes et en blessant plus de cent cinquante autres. Au moment de l'accident, le train transportait au total 488 passagers. Il comportait huit wagons 
et a déraillé dans un tunnel au nord de la ville de Hualien, apparemment après qu'un camion de chantier garé en pente a glissé et s'est retrouvé sur la voie ferrée.
Il s'agit de l'accident de train le plus meurtrier à Taiwan depuis un incendie de train en 1948, dont le nombre de morts est incertain mais qui pourrait avoir tué jusqu'à 64 personnes.

## Contexte

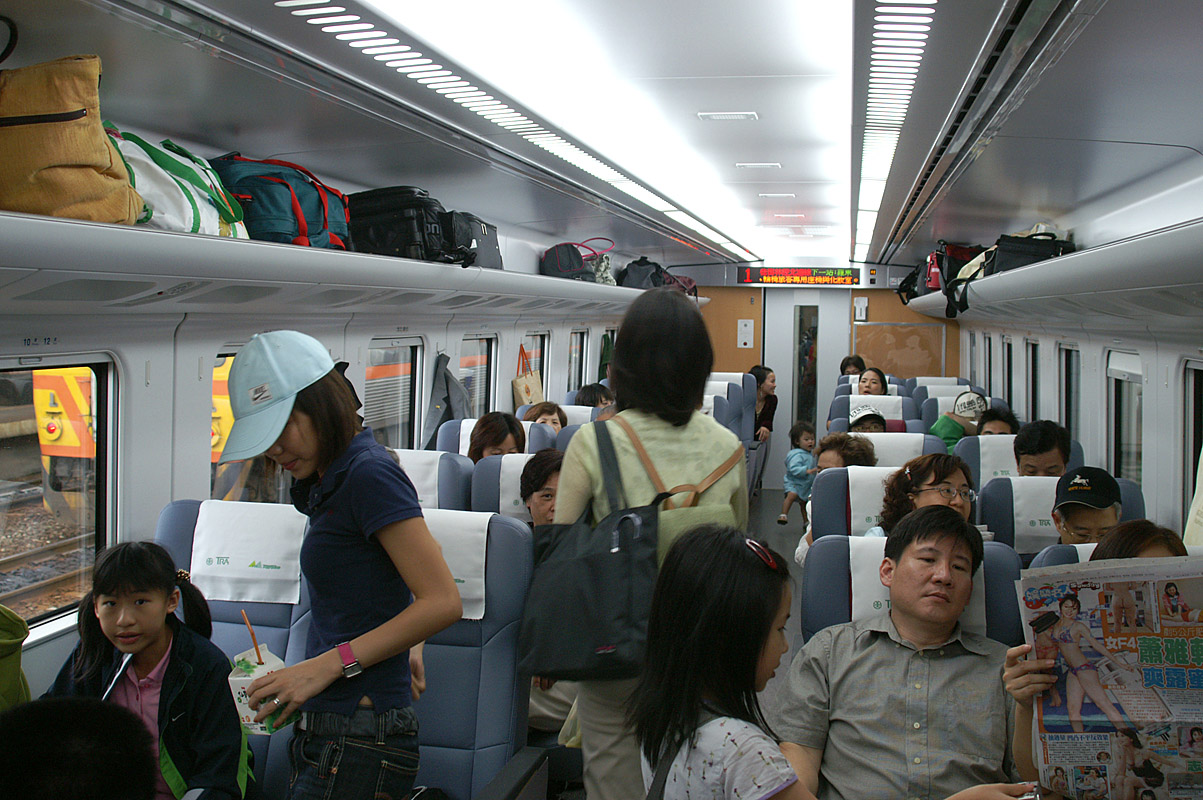
Intérieur d'un Taroko Express en 2007.

L'accident s'est produit le premier jour d'un long week-end férié de quatre jours pour célébrer le Qingmingjie, qui est généralement une période de forte circulation avec des personnes visitant les tombes des membres de la famille décédés,. De nombreux passagers étaient debout au moment de l'accident.
Le Taroko Express, d'une capacité de huit voitures pour 376 sièges, est une rame automotrice de la gamme A-train de l'entreprise japonaise Hitachi ; de type Tze-Chiang Express, il fait partie des trains les plus rapides du réseau de la TRA et est en service depuis 2007. Comme c'est un train pendulaire atteignant la vitesse de 130 km/h, à l'origine, pour des raisons de sécurité, les passagers debout n'y étaient pas admis. Toutefois, après avoir effectué des tests de sécurité poussés, depuis le 2 mai 2019, la TRA vend jusqu'à 120 billets debout par rame, afin d'augmenter le nombre de places disponibles pendant les périodes de forte demande.
Le tunnel de Qingshui est constitué de deux voies uniques traversant la falaise de Qingshui. En avril 2019, le TRA a entrepris de stabiliser les terrains surplombant l'extrémité nord du tunnel en construisant une galerie de protection sur la voie ouest. Au moment de l'accident, son aménagement était presque terminé.

## Accident

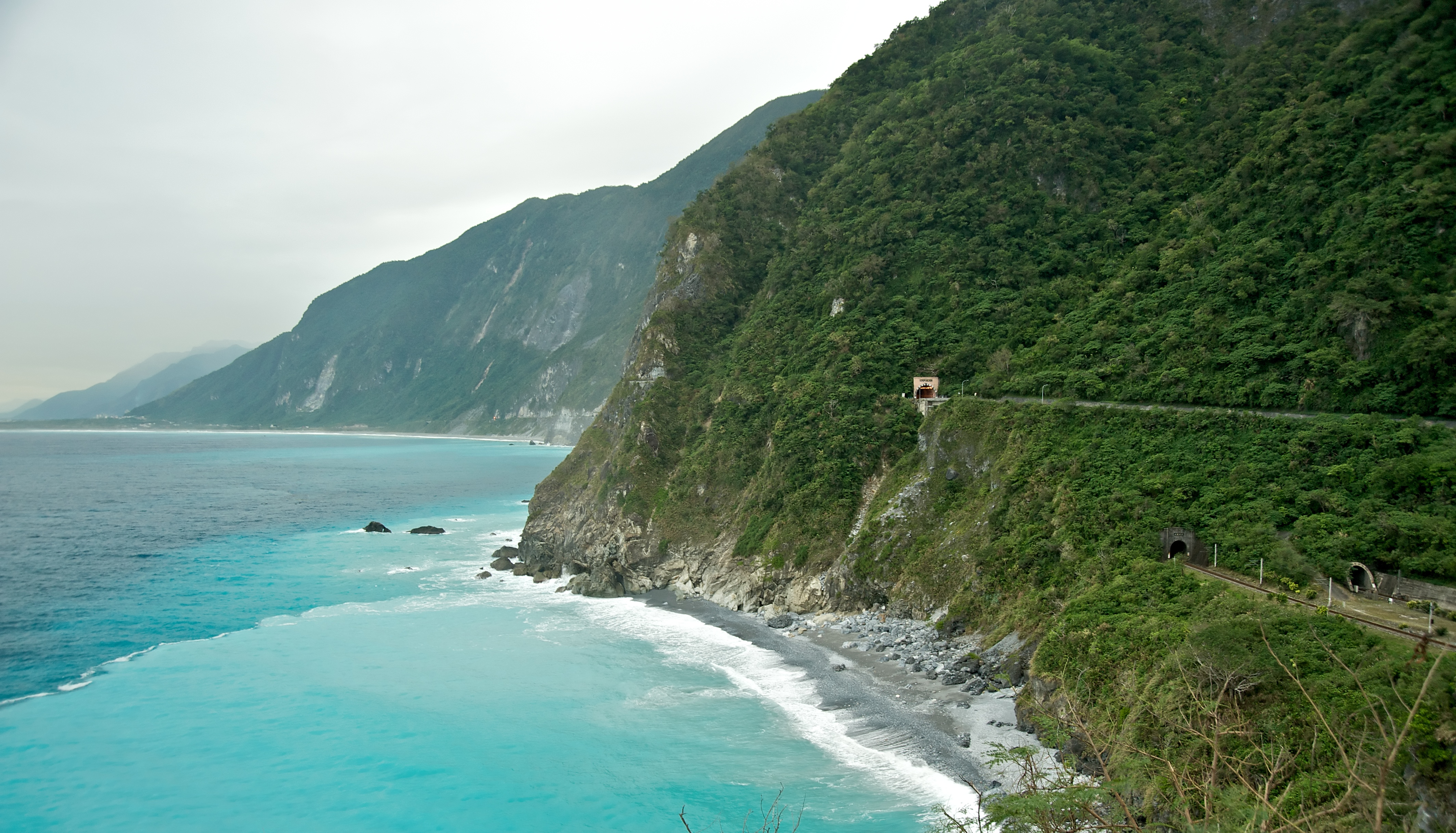
Falaises de Qingshui du nord en 2009. Le deuxième tunnel à partir de la droite près du bas est le site de l'accident.

À 9 h 28 HNT (1 h 28 UTC), un train Taroko Express allant en direction du sud, numéroté 408 et à destination de Taïtung, a déraillé alors qu'il entrait dans le tunnel de Qingshui, entre la gare de Heren et la gare de Chongde. Il transportait 488 passagers et trois membres du personnel dans huit voitures, et voyageait sur la voie est. Selon les médias, il est entré en collision avec un camion du chantier tombé sur les rails,. Au moment de l'accident, les travaux avaient été suspendus pour la période des jours fériés. Le conducteur du camion n'était pas dans le véhicule au moment de l'accident, mais se trouvait au bureau du chantier de construction situé à proximité.
À l'avant du train, les wagons no 8 et 7 ont heurté le camion lorsque le train est entré dans le tunnel, et ont été gravement déformés. Les voitures restantes ont alors heurté les murs du tunnel, causant des dommages importants. Les wagons no 8 à 3 auraient été pris au piège dans le tunnel lorsque le train s'est arrêté.

## Bilan
Au moins cinquante personnes sont mortes pendant l'incident, dont le conducteur du train et son assistant, tandis que 202 autres ont été emmenées à l'hôpital, plusieurs dans un état critique. La majorité des personnes décédées se trouvaient dans les wagons 7 et 8. Soixante-douze personnes sont restées piégées dans l'épave du train. Les classes d'un asile, d'une école primaire et d'une université étaient parmi les passagers ; quatre étudiants sont morts et trente-et-un autres ont été blessés. Un citoyen français et un américain sont recensés parmi les morts, tandis que deux citoyens japonais et un de Macao sont parmi les blessés.

## Réponse

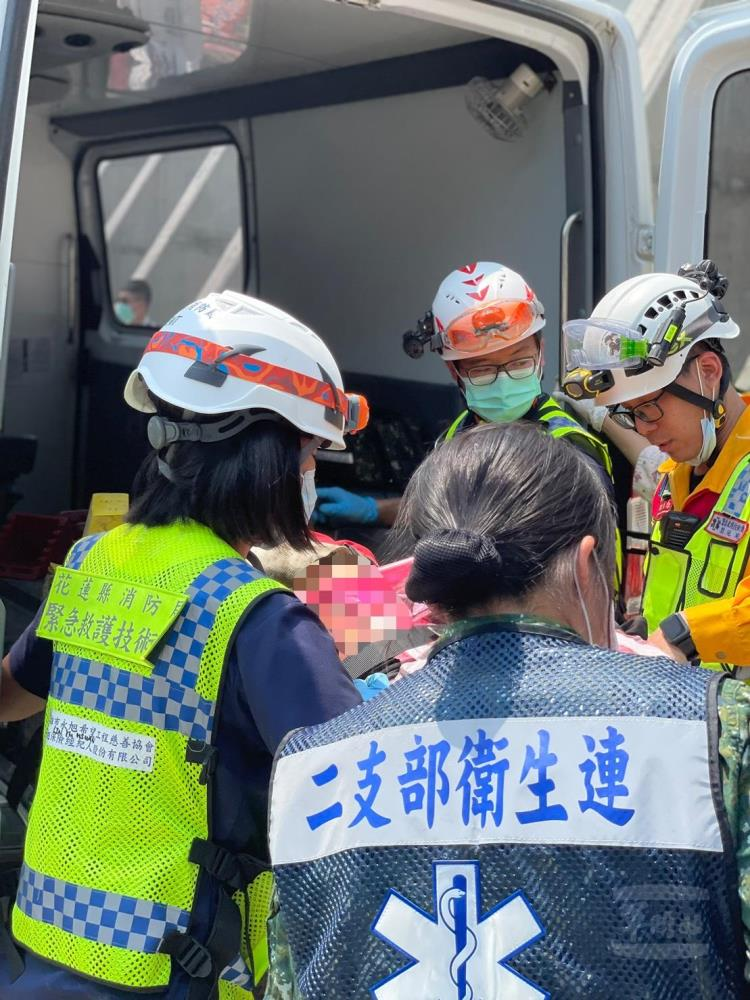
Des médecins assistent à l'effort de sauvetage.

Plus de 150 membres du personnel d'urgence, y compris des agents de recherche et de sauvetage et des membres de l'armée, ont été dépêchés sur le site du déraillement. Le conducteur du camion a été placé en garde à vue pour interrogatoire. Plus de 80 personnes ont été évacuées des quatre voitures arrière du train, tandis que les quatre autres ont été décrites comme « déformées » et plus difficiles d'accès.
Parmi ceux qui ont visité le site de l'accident se trouvaient le premier ministre Su Tseng-chang, le ministre des Transports et des Communications Lin Chia-lung et le ministre de l'Intérieur Hsu Kuo-yung, ainsi que d'autres fonctionnaires du gouvernement local.
Le Bureau de la sécurité des transports de Taiwan mènera finalement une enquête sur l'accident.

## Conséquences
Le ministre des Transports et des Communications Lin Chia-lung présente sa démission, prenant effet une quinzaine de jours après l'accident. Son vice-ministre Wang Kwo-tsai lui succède.